# تجفف (كيمياء)

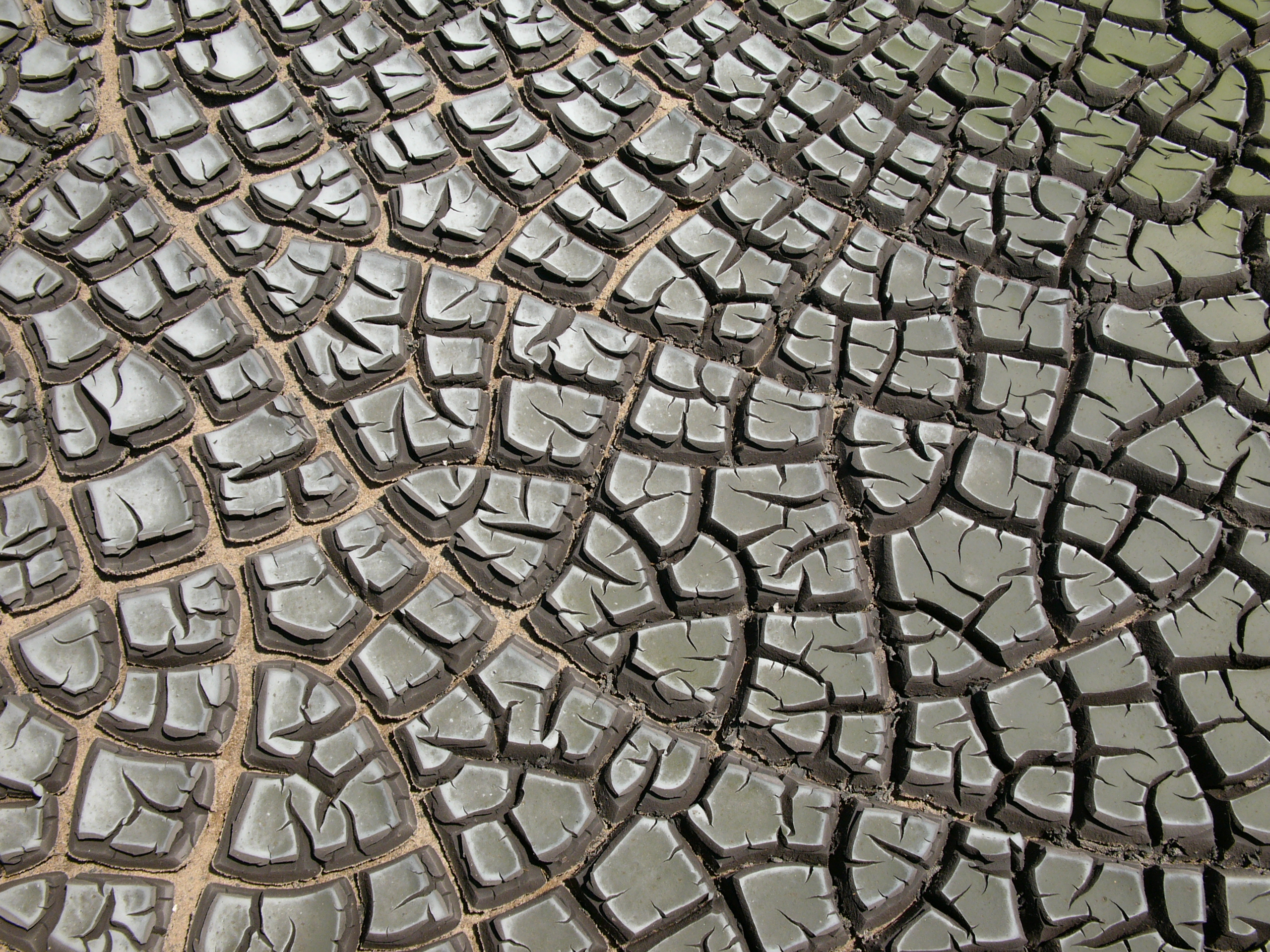
تشقق سببه الجفاف في رواسب طينية

التجفّف (باللاتينية: desiccatio) حالة ناجمة عن إزالة شبه كاملة للمياه، والمُجفِّف مادّة استرطابية تجلب - أو تصون - تلك الحالة في محيطها إذا وضعت في وعاء معزول بشكل كاف.

## في العلوم الطبيعية
الـمجفاف وعاء زجاجي أو لدائني يُستخدم في الكيمياء التطبيقية لجعل أو لصون كميات صغيرة من المواد جافًّة تمامًا. وتوضع المادة المجففة (مثل هلام السيليكا أو هيدروكسيد الصوديوم) تحت رفّ توضع فوقه المادّة المُراد تجفيفها.

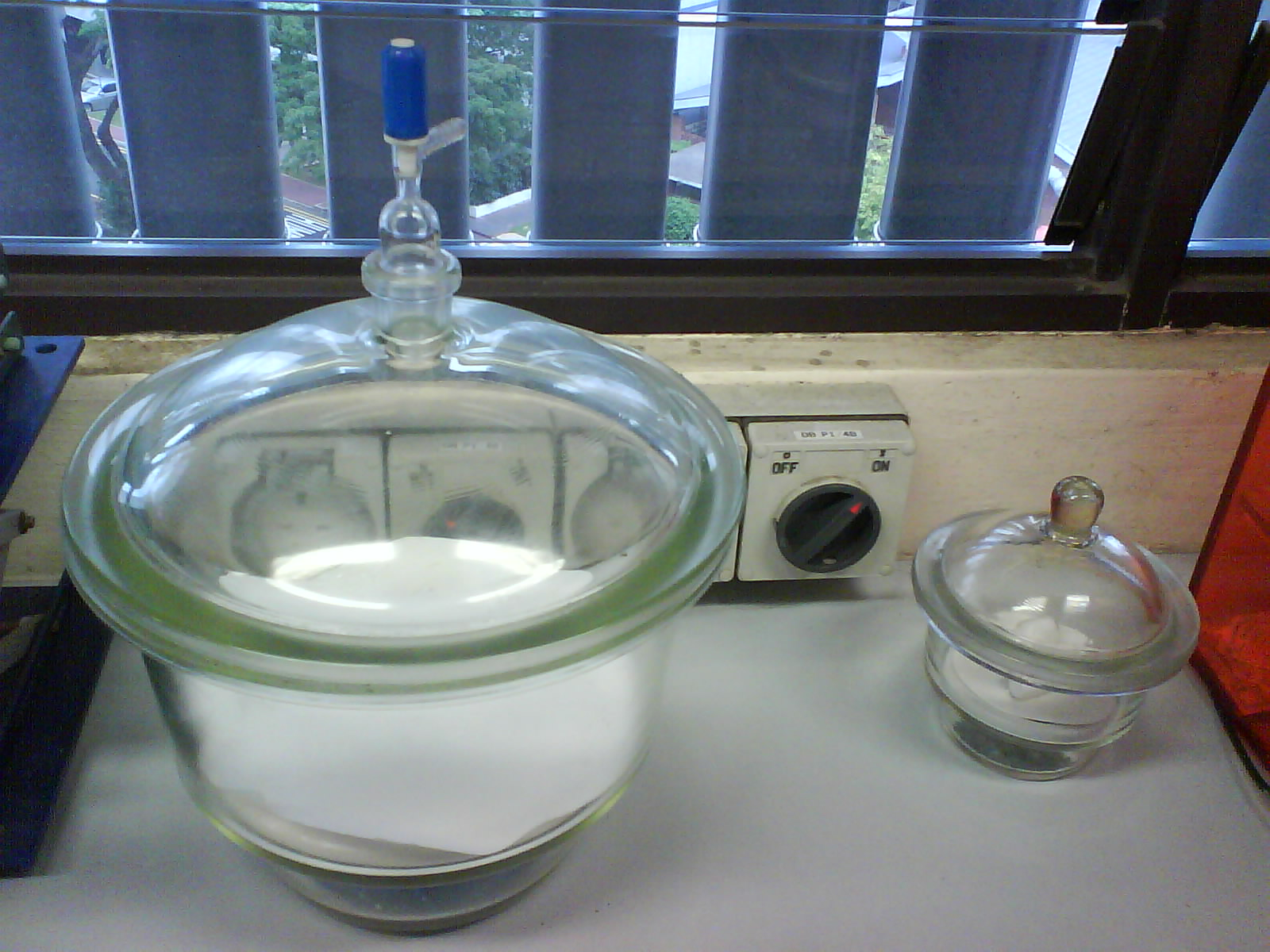
مجفف بالتخلية (يسار) ومجفف عادي (يمين). يُستخدم هنا هلام السيليكا كمادة مجفِّفة بجانب كلوريد الكوبالت الثنائي (كمؤشر) موضوعان في الرّف الأسفل.

أحيانًا يُضاف مؤشّر رطوبة للمجفاف يُشير إلى التغيّرات بتغيّر لونه. ويأخذ هذا المؤشّر شكل الـ«فِيَش» أو الـ«كُروت». والمادة الفاعلة هي كلوريد الكوبالت الثنائي - حيث أنّ كلوريد الكوبالت الـلامائي لونه أزرق، وإذا ارتبط بجزيئتين من الماء (CoCl2•2H2O) يصبح بنفسجيًا، وإذا تهدرج أكثر يُشكّل المعقد التساندي وردي اللون: Co(H2O)6]2+.

## الأحياء والبيئة
التجفّف عند علماء الأحياء وعلم البيئة يُشير إلى إزالة المياه عن كائن حيّ، كحال الحيوانات المائية عند إخراجها من الماء، والنباتات عند تعرّضهم لأشعة الشمس والجفاف. ويقيّم علماء البيئة قدرة احتمال التجفف في أصناف الكائنات.

## البث والإذاعة
في هندسة الإذاعة، يُستخدم «المجفاف» لزيادة ضغط خط المدخلات [الإنجليزية] في أي وحدة بث عالية القدرة. لأنّها تنقل قدرة كهربائية عالية من وحدة البث إلى الهوائي، يجب أن يكون لخطّ المدخلات عازل كهربائي جيّد. ولتفادي زيادة الوزن بما يُثقل عاتق برج الاتصالات، كثيرًا ما يُستخدم الهواء عازلًا. ولأنّ الرّطوبة قد تتكثّف في داخل الخطّ، يُضخّ الهواء - أو غاز النيتروجين - مجفّفًا. ويمنع الضّغط العالي أيّ ماء أو رطوبة من الوصول للعازل عند أي نقطة.